# Mizar
Mizar es el nombre de la estrella ζ Ursae Majoris (ζ UMa / 79 Ursae Majoris) en la constelación de la Osa Mayor, la cuarta más brillante de la misma, con magnitud aparente +2.23. De las tres estrellas que forman la cola de la osa, es la que está en medio, entre Benetnasch (η Ursa Majoris) y Alioth (ε Ursa Majoris).

## Nombre
Aunque Mirak era el nombre original de ζ Ursae Majoris —una repetición del que tiene Merak (β Ursae Majoris)—, parece que en el siglo XVI, el erudito Julius Caesar Scaliger incorrectamente lo cambió a Mizar, nombre que ha perdurado hasta nuestros días. Esta denominación, así como sus variantes Mizat y Mirza, proviene del árabe ميزر mi'zar (‘faja’).
En India esta estrella podría haber sido Vashishtha, uno de los siete sabios principales de la época védica.

## Mizar y Alcor

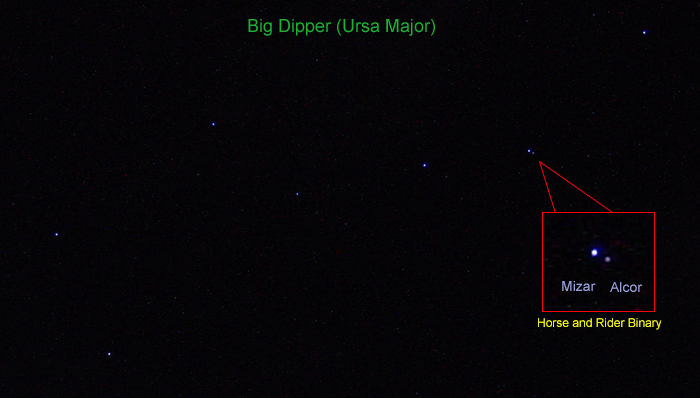
Mizar y Alcor, en la constelación de la Osa Mayor.

Con buena vista se puede distinguir una compañera más débil al este de Mizar, denominada Alcor (80 Ursae Majoris). El poder distinguir a simple vista ambas estrellas constituye un ejercicio clásico de agudeza visual. La separación real entre Mizar y Alcor es de un cuarto de año luz y, aunque sus movimientos propios indican que se mueven juntas, no está claro si forman un sistema binario o si sólo es una estrella doble óptica, como se había pensado hasta ahora.

## Características físicas
Mizar fue la primera estrella binaria descubierta con el telescopio; probablemente fue Benedetto Castelli quien, en 1617, pidió a Galileo Galilei que la observara. Mizar A (HD 116656 / HR 5054) es una estrella blanca de tipo espectral A2V y magnitud +2.27. Mizar B (HD 116657 / HR 5055) tiene magnitud +4.0 y es una estrella de tipo A5-7. Separadas al menos 500 au, emplean 5000 años en completar la órbita.
A su vez, Mizar A fue la primera binaria espectroscópica descubierta, siendo Edward Charles Pickering quien reveló su duplicidad, junto a la joven astrónoma Antonia Maury en el año de 1889. Su período orbital es de 20.54 días y las dos componentes son aproximadamente igual de luminosas. Cada una de ellas tiene una masa de 2.5 masas solares.
Para completar el sistema estelar, Mizar B es igualmente una binaria espectroscópica con un período orbital de 175.6 días. Es una estrella con líneas metálicas deficiente en aluminio y calcio pero con contenidos altos de silicio, cerio y samario. Cada una de las componentes de Mizar B tiene una masa estimada de 1.6 masas solares.
Incluyendo a Alcor, el sistema Mizar comprende cinco estrellas, todas ellas estrellas blancas de la secuencia principal. Situadas a 78 años luz del sistema solar, forman parte de la asociación estelar de la Osa Mayor, grupo disperso de estrellas que se mueven de igual manera por el espacio. Las estrellas más brillantes del «Carro Mayor» —excepto Dubhe (α Ursae Majoris) y Benetnasch (η Ursae Majoris)— son miembros de esta asociación.